# Cybaeina confusa
Espèce
Cybaeina confusa est une espèce d'araignées aranéomorphes de la famille des Cybaeidae.

## Distribution
Cette espèce se rencontre aux États-Unis en Oregon et au Canada en Colombie-Britannique sur l'île de Vancouver,,,.

## Description
La femelle holotype mesure 4,00 mm
Le mâle décrit par Roth en 1952 mesure 3,8 mm, les mâles mesurent de 3,15 à 3,8 mm et les femelles de 3,2 à 5,6 mm.

## Systématique et taxinomie
Cette espèce a été décrite par Chamberlin et Ivie en 1942.

## Publication originale
- Chamberlin & Ivie, 1942 : « A hundred new species of American spiders. » Bulletin of the University of Utah, vol. 32, no 13, p. 1-117 (texte intégral).